# The Last Broadcast (álbum)
The Last Broadcast es el segundo álbum de estudio de la banda británica Doves, lanzado el 2 de abril de 2002. Alcanzó el puesto número 1 en la lista UK Albums Chart. Fue producido por el mismo grupo más la colaboración de Max Heyes. Steve Osborne produjo "Satellites" y coprodujo "Caught by the River" también con la banda. El primer sencillo del disco entró la primera semana al puesto número 3 del UK Singles Chart.

## Recepción
El disco fue acogido con muy buenas críticas.Metacritic le concedió una puntuación de 85 sobre 100.

## Listado de canciones
Todas las canciones escritas y compuestas por Jez Williams, Jimi Goodwin, y Andy Williams.. 
| N.º   | Título                                                                           | Duración |  |
| 1.    | «Intro»                                                                          | 1:18     |  |
| 2.    | «Words»                                                                          | 5:42     |  |
| 3.    | «There Goes the Fear»                                                            | 6:54     |  |
| 4.    | «M62 Song» (Williams, Goodwin, Williams, Fripp, Giles, Lake, McDonald, Sinfield) | 3:48     |  |
| 5.    | «Where We're Calling From»                                                       | 1:24     |  |
| 6.    | «N.Y.»                                                                           | 5:46     |  |
| 7.    | «Satellites»                                                                     | 6:50     |  |
| 8.    | «Friday's Dust»                                                                  | 3:35     |  |
| 9.    | «Pounding»                                                                       | 4:45     |  |
| 10.   | «Last Broadcast»                                                                 | 3:22     |  |
| 11.   | «The Sulphur Man»                                                                | 4:37     |  |
| 12.   | «Caught by the River»                                                            | 5:55     |  |
| 53:55 |                                                                                  |          |  |

| Edición japonesa |                  |          |  |
| N.º              | Título           | Duración |  |
| 13.              | «Far from Grace» | 4:24     |  |
| 14.              | «Northenden»     | 4:03     |  |

### CD adicional en la edición americana
Los primeros discos vendidos de la edición americana traían consigo un CD adicional que contenía:

| N.º | Título                        | Duración |  |
| 1.  | «Hit the Ground Running»      | 2:54     |  |
| 2.  | «Far from Grace»              | 4:24     |  |
| 3.  | «Northenden»                  | 4:03     |  |
| 4.  | «Willow Song» (Versión larga) | 4:20     |  |

## Historial de ediciones
| País           | Fecha               | Discográfica     | Formato                                                                       | Catálogo #   |
| -------------- | ------------------- | ---------------- | ----------------------------------------------------------------------------- | ------------ |
| Reino Unido    | 29 de abril de 2002 | Heavenly Records | CD                                                                            | HVNLP35CD    |
| Reino Unido    | 29 de abril de 2002 | Heavenly Records | Doble LP                                                                      | HVNLP35      |
| Japón          | 1 de mayo de 2002   | Toshiba-EMI      | CD (2 bonus tracks)                                                           | TOCP-65975   |
| Japón          | 22 de enero de 2003 | Toshiba-EMI      | CD (tour edition with purple-tinted artwork; 2 bonus tracks + enhanced video) | TOCP-66129   |
| Estados Unidos | 4 de junio de 2002  | Capitol Records  | CD (initial pressings include bonus disc)                                     | 724381223222 |